# 迪斯托莫
迪斯托莫（希臘語：Δίστομο），又称为季斯托蒙，是希腊中希臘大區维奥蒂亚专区迪斯托莫-阿拉霍瓦-安迪基拉市镇的市区。市区面积为131.27平方公里，2021年人口数量为3,644人。而作为市区之下的同名社区的面积则为80.5平方公里，2021年人口数量为3,085人。
该地是迪斯托莫大屠杀的发生地。